# Joan Maluquer de Motes
Pour les articles homonymes, voir Maluquer.
Juan Maluquer de Motes y Nicolau (Barcelone, 3 décembre 1915 - Artesa de Segre, 28 novembre 1988) est un historien et archéologue espagnol, spécialiste de la Préhistoire et de l'histoire antique, et plus particulièrement de la civilisation des Tartessos. Il est le père de l'historien Jordi Maluquer de Motes.

## Biographie
Juan Maluquer de Motes est né à Barcelone, mais est très lié aux Pyrénées catalanes, et plus particulièrement à la Pobla de Segur. Il suit des cours universitaires de philosophie et de lettres (une branche de l'histoire) à l'université de Barcelone entre 1931 et 1936, avec comme enseignants des personnalités marquantes tels que Pere Bosch-Gimpera et Lluís Pericot García. Peu de temps après la guerre civile, qui prend fin en 1939, il commence à travailler à l'université de Barcelone sous la direction d'un nouveau professeur pour la Préhistoire, qui est imposé par les autorités franquistes, Martín Almagro Basch et au musée archéologique de Barcelone avec d'autres jeunes archéologues catalans comme Miquel Tarradell, Eduardo Ripoll Perelló, Pedro de Palol et Antoni Arribas Palau.
Il rédige sa thèse sur les champs d'urnes. L'Espagne préromaine est son domaine scientifique, avec une conception universaliste par rapport à la science archéologique. En effet, pour lui faire de l'archéologie, c'est de faire l'histoire. Son œuvre scientifique est très importante, car en plus d'être archéologue, il a une excellente méthode scientifique d'après les mots du professeur José María Blázquez Martínez, et laisse derrière lui 220 articles à caractère archéologique et 37 monographies issus de ses fouilles archéologiques.
En 1949, il devint professeur de préhistoire à l'université de Salamanque, où il crée une école d'archéologie et fonde la revue Zefirus. En 1959, il obtient la chaire d'archéologie, à l'université de Barcelone, fonde et dirige avec Lluís Pericot la revue Pyrenae comme organe d'expression de l'Institut d'archéologie et de préhistoire de cette université en 1965: il devient également le doyen de la Faculté de philosophie et de Lettres. En 1969, il occupe la chaire de Préhistoire à la suite de la retraite de Lluís Pericot, qu'il occupe jusqu'en 1985, quand il a été nommé professeur émérite.
En 1952, il reprend les services des fouilles archéologiques de Navarre. Il étudie différents aspects des cultures préhistoriques et protohistoriques en Navarre, dans La Rioja, en Alava, dans le nord de l'Aragon, et en général dans le bassin de l'Èbre. Il a réalisé les fouilles archéologiques sur les sites de Navascués, Urdazubi, Fitero et Cortes, notamment en travaillant sur le dernier site à la période du Hallstatt. Il a étudié de nombreux dolmens dans la zone de Roncal, et des mégalithes dans celle d'Artajona avec Francisco Medrano. Entre 1959 et 1964, il s'est occupé de plusieurs campagnes, instituant la stratigraphie de la grotte de Berroberría à Urdazubi.
En 1956, il publie l'étude sur la nécropole d'incinération d'Atalaya de Cortes en collaboration avec Vázquez de Parga, qui avait au préalable réalisé les fouilles archéologiques. Ensuite, en 1957, il écrit le second volume monographique est apparu avec l'analyse et l'interprétation du site de Cerro de la Cruz en Cortes, sur lequel portait ses recherches cette année-là.
La recherche sur les Tartessos est l'un de ses travaux favoris, où il accorde d'ailleurs une attention particulière à l'étude des communautés préromaines d'Andalousie et d'Estrémadure, notamment tartesiennes et ibères, sur lesquelles il a publié de nombreux livres avec María Eugenia Aubet Semmler sur la nécropole de Setefilla (Lora del Río, Séville), ou le palais-sanctuaire de Cancho Roano (Zalamea de la Serena, Badajoz).
L'appel et le déroulement du Ve symposium de la Protohistoire de la péninsule qui s'est tenu à Jerez de la Frontera en 1968, a marqué une étape importante sur la connaissance et sur la recherche concernant les Tartessos et de l'archéologie phénico-punique, bien qu'à cette époque, il y avait encore des lacunes sur la colonisation phénicienne et la culture tartesienne. Il publie deux ans plus tard une monographie résumant les recherches sur les Tartessos, qui a été rééditée plusieurs fois, et peut être considérée comme la première synthèse sur ce thème. Selon Francisco Gracia Alonso ses recherches mettent fin au courant déterministe d'Adolf Schulten entre 1924 et 1945.
Il est spécialement connu, pour le plan qu'il a créé sur l'étude de l'Humanité et qui est connu sous le nom de Plan Maluquer. Ce plan a révolutionné les facultés de philosophie et de lettres durant la dictature. Il dirige également depuis 1974 le Comisaría Nacional de Excavaciones.
Ses projets de recherche comprennent les fouilles de l'Alto de la Cruz (Cortes de Navarra), Puig de Sant Andreu (Ullastret), Molí de l’Espígo (Tornabous), La Palma (Tortose), Santa Bárbara (Mianes), Puente Tablas (Jaén) et Cancho Roano (Zalamea de la Serena).

## Œuvres
- (es) El hierro, 1943
- (es) Las culturas hallstáticas en Cataluña, 1947
- (es) Investigaciones arqueológicas en el Pallars-I: la cueva de Toralla. Zaragoza, 1949, 1949
- (es) Exploraciones y viajes en el mundo antiguo, 1950
- (es) Investigaciones arqueológicas en el Pallars. II - La cueva sepulcral del Forat Negre de Serradell (Lérida), 1951
- (es) Investigaciones arqueológicas en el Pallars III. La cueva de Les Llenes de Eriñá (Lérida), 1951
- (es) Arquitectura prehistórica, 1951
- (es) El yacimiento hallstático de Cortes de Navarra. Pamplona: Inst. Príncipe de Viana, 1954
- (es) España Prerromana. Etnología de los Pueblos de Hispania, 1954
- (es) La Edad de Hierro en la Cuenca del Ebro y la Meseta Centras española, 1954
- (es) Carta arqueológica de Salamanca, 1956
- (es) avec Luis Vázquez de Parga, Excavaciones en Navarra, vol. V (1953 - 1956), 1957
- (es) avec Luis Pericot, La humanidad prehistórica, 1958
- (es) El Castro de los Castillejos en Sanchorreja. Estudio de las excavaciones realizadas por D. Juan Cabré, D. Joaquín María de Navascués, y D. Emilio Camps, de 1931 a 1935, 1958
- (es) El impacto colonial griego y el comienzo de la vida urbana en Cataluña. Discurso leído en el Instituto de Estudios Ilerdenses, en la sesión dedicada a San Isidoro, 1966
- (es) avec Luis Pericot García, La humanidad prehistórica, 1969
- (es) Tartessos. La ciudad sin historia, 1970
- (es) avec A. Balil, José María Blázquez Martínez et J. Orlandis, volume 1 : La Antigüedad, 1973
- (es) « Formación y desarrollo de la cultura castreña » dans I Jornadas de Metodología Aplicada a las Ciencias Históricas: Prehistoria e Historia Antigua, 1975
- (es) avec Maria Eugenia Aubet, Andalucía y Extremadura. Programa De Investigaciones Protohistóricas, 1981
- (es) El Santuario protohistórico de Zalamea de la Serena. T.I (1978-1981) y T.II (1981-1982), 1981-1982
- (es) Catálogo provisional de los poblados ibéricos del Principado, 1982
- (es) Problemática general del Hierro en Occidente, 1984
- (es) La civilización de Tartesos, 1985
- (es) Arquitectura y urbanismo ibérico en Cataluña, 1986
- (es) La Historia prerromana